# Tensen (busbedrijf)

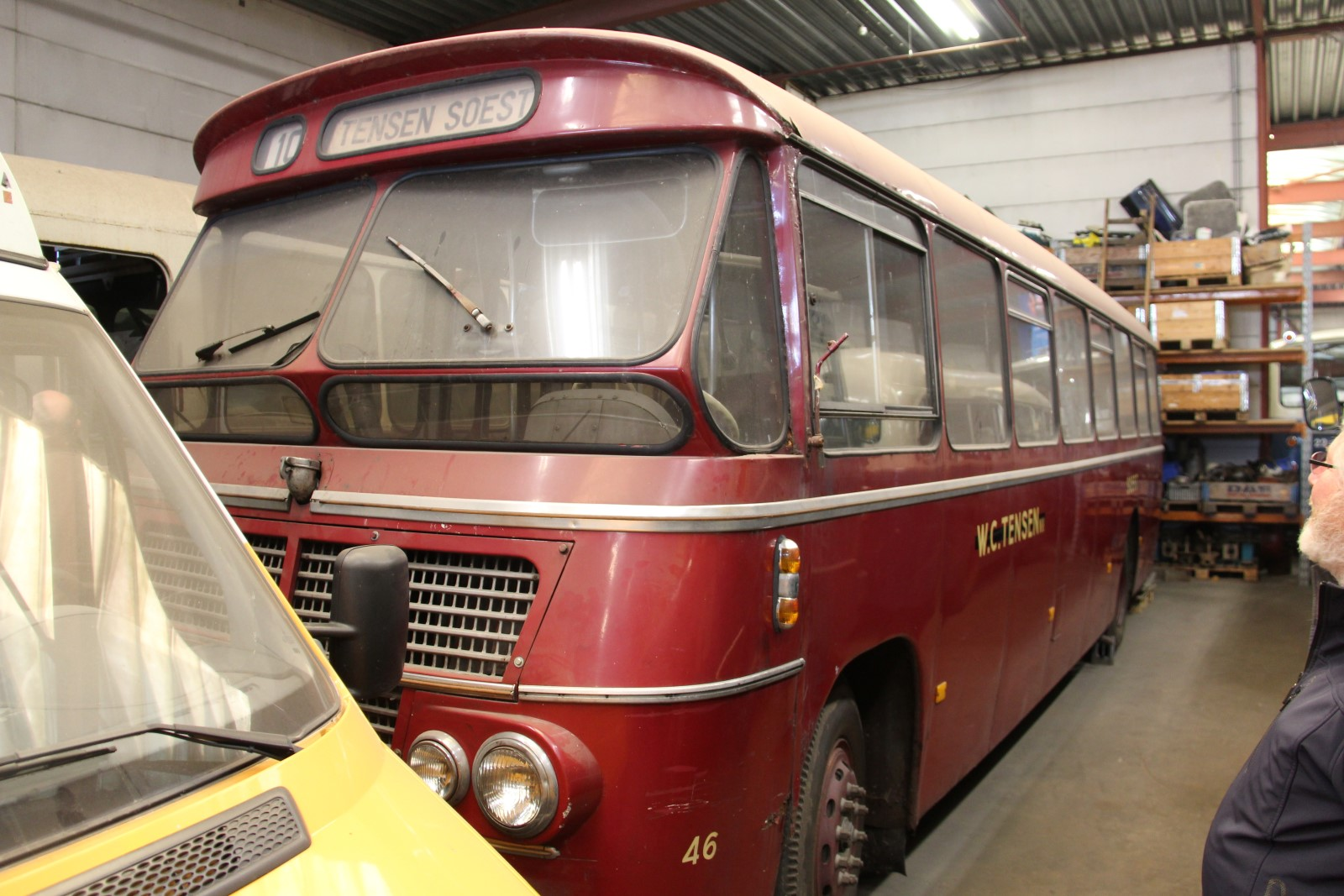
Tensen 46 in ongerestaureerde toestand.

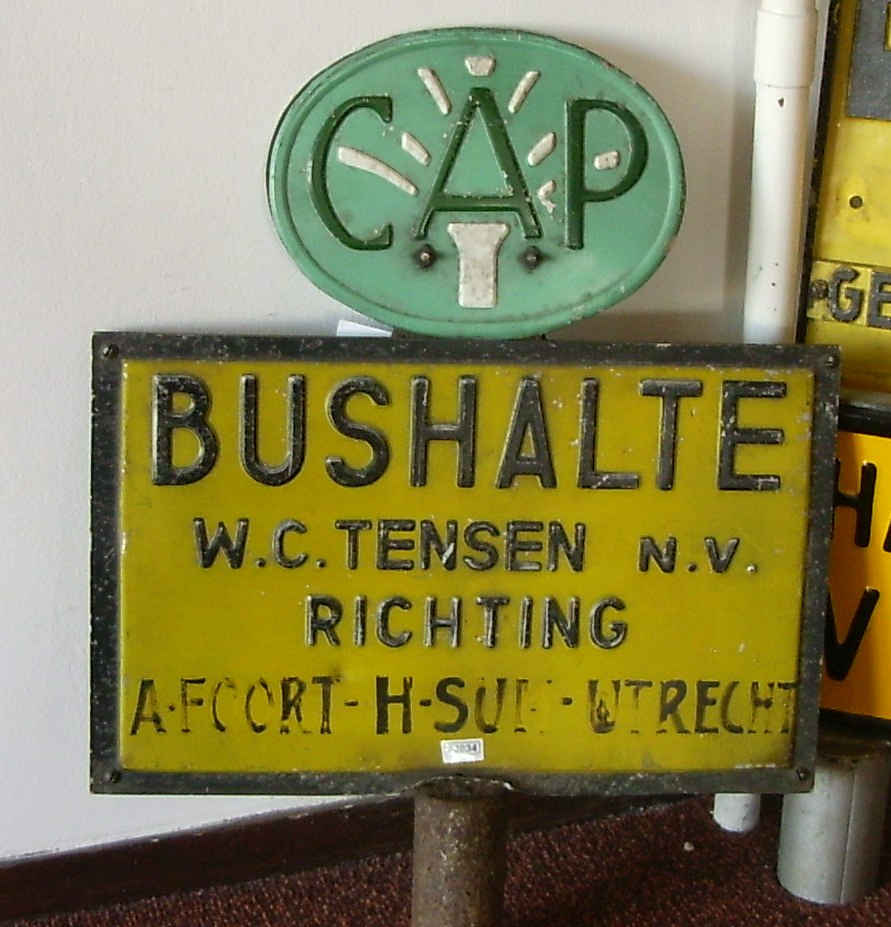
Tensenhalte met CAP-schildje

W.C. Tensen te Soest was van 1930 tot 1980 een autobusbedrijf dat openbaar vervoer verzorgde in het oostelijk deel van de Nederlandse provincie Utrecht met uitlopers naar Het Gooi en de Veluwe.  

## Geschiedenis

### 1930-1945
Willem Cornelis Tensen, de oprichter en naamgever, nam per 1 mei 1930 samen met J.C. Bruigom de sinds 1921 bestaande busdienst Baarn - Soestdijk - Soest - Amersfoort over van de ondernemer Joh. van Geerestein. Reeds in maart 1931 trok Bruigom zich terug uit het nieuwe bedrijf, zodat Tensen vanaf dat moment het rijk alleen had. Er werd al spoedig een donkerrode kleur gekozen, die tot het bedrijfseinde in 1980 karakteristiek is gebleven voor de Tensen-bussen, die vanaf 1937 vrijwel alle van het merk Volvo waren. In 1932 werd een lijn toegevoegd op de route Soestdijk - Soest - Soesterberg, met een overstap op de elektrische trams en later bussen van de NBM in de richtingen Zeist en Utrecht. Naast het openbaar vervoer was Tensen ook zeer actief in het touringcarvervoer.
Tijdens de Tweede Wereldoorlog ondervond ook Tensen, zoals alle Nederlandse vervoerbedrijven, grote moeilijkheden bij het verkrijgen van brandstof en materialen. Maatregelen van de Duitse bezetter waren zeer ongunstig voor personeel en materieel. Daarnaast leidden de inzichten van de Commissie Vergunningen Personenvervoer, die pleitte voor concentraties in het streekvervoer, tot een aanval op de zelfstandigheid van particuliere vervoerbedrijven. De NS, die via haar dochteronderneming Algemeene Transport Onderneming al sinds de vroege jaren dertig een agressieve overnamepolitiek voerde, deed een vergeefse poging de fa. Tensen in te laten lijven door de Gooische Tramweg Maatschappij, een andere NS-dochter.

### 1945-1960
Na de bevrijding moest het wagenpark weer vrijwel van de grond af worden opgebouwd, maar in 1946 was de dienstuitvoering op de lijnen Baarn - Amersfoort en Soestdijk - Soesterberg weer op het vooroorlogse peil. Om sterker te staan tegenover de ambities van de naburige NS-dochters NBM en VAD richtte Tensen met drie collega-bedrijven in 1947 het samenwerkingsverband Stichtse Vervoer Ondernemingen (SVO) op, dat al in 1948 opging in de Stichting Coördinatie Autovervoer Personen (CAP), waarin zich elf vervoerbedrijven uit de provincies Zuid-Holland en Utrecht verenigden. De deelnemers behielden hun eigen zelfstandigheid en huisstijl, maar toonden het CAP-logo op de haltes en aanvankelijk ook op de bussen. De samenwerking was zichtbaar door o.a. een gemeenschappelijk dienstregelingboekje en de uitgifte van een dagkaart die geldig was op alle lijnen van de aangesloten bedrijven.  
Er kwam een route via Lage Vuursche bij. In 1948, het sterfjaar van de oprichter, werden door de lijnbussen 340.000 km afgelegd en 1.240.000 reizigers vervoerd.
In 1954 werd de trajectvergunning van de fa. Tensen ondergebracht in een nieuwe streekvervoervergunning van de gezamenlijke bedrijven NBM, Tensen en De Haas te Veenendaal. Hierdoor werd het voor Tensen mogelijk met ingang van 3 januari 1955 door te rijden van Baarn naar Hilversum en van Soesterberg naar Utrecht, dit laatste in samenwerking met de NBM. In dit verbond tussen een NS-dochter en twee particulieren behielden Tensen en De Haas (ook een CAP-deelnemer) hun eigen zelfstandigheid en verantwoordelijkheid. De bediening van Lage Vuursche werd overgelaten aan de NBM. 
Op 1 april 1959 werd het lijnennet uitgebreid met drie lijnen van Spakenburg en Bunschoten naar Amersfoort, Baarn en Nijkerk als gevolg van beëindiging van het bedrijf van CAP-deelnemer J. Dijkhuizen te Spakenburg. Vanaf 1 juni 1958 had Tensen al op zondag de lijn Spakenburg - Amersfoort onderhouden, omdat de streng-gelovige Dijkhuizen de zondagsrust wenste te bewaren en weigerde om buspassagiers op zondag te vervoeren.

### 1960-1980
In 1961 werd het bedrijf een naamloze vennootschap, waarvan de aandelen in handen bleven van de familie Tensen. Per 27 mei 1962 ging men stadsvervoer verzorgen binnen de gemeente Baarn.
In de jaren zestig en zeventig begonnen ook bij Tensen - zoals bij de meeste Nederlandse streekvervoerders - de inkomsten terug te lopen, zowel in de toersector als in de lijndienst. Dit werd veroorzaakt door teruglopende reizigersaantallen en explosief stijgende loonkosten. Met de Rijksoverheid ontstonden meningsverschillen over de uitleg van de aarzelend op gang komende subsidieregelingen waarmee de verliezen werden afgedekt. Vele particuliere busondernemers verkochten hun bedrijf aan de NS, zo ook diverse deelnemers aan de Stichting CAP, die dan ook aan kracht verloor en in 1968 werd ontbonden. Uiteindelijk werd ook het familiebedrijf Tensen per 1 januari 1980 verkocht aan de NS, die het vervoergebied verdeelde tussen haar dochters: het westelijk deel werd toegewezen aan Centraal Nederland (sinds 1973 de rechtsopvolger van de NBM) en het oostelijk deel rond Spakenburg aan de VAD. Ook het Tensen-personeel werd over beide bedrijven verdeeld. Het busmaterieel ging uitsluitend naar de VAD.

## Museumbus
Bij de Stichting Veteraan Autobussen bevond zich sinds 1976 de vroegere Tensen-bus 46, een Volvo van het bouwjaar 1961 met carrosserie van ZABO. Op 16 juni 2023 is de bus na bijna 50 jaar op een dieplader terug naar Soest vervoerd. Hij wordt ondergebracht in een stichting die voornemens is de bus volledig te restaureren en dan weer rijdend in te zetten bij lokale evenementen. In Museum Soest is een verzameling Tensen-spullen te vinden. 